# Leo Longanesi
Leo Longanesi, all'anagrafe Leopoldo Longanesi (Bagnacavallo, 30 agosto 1905 – Milano, 27 settembre 1957), è stato un giornalista, scrittore, editore, pittore, disegnatore, caricaturista e aforista italiano.
Si cimentò nell'arte della scrittura, nella grafica, nella tipografia, nell'illustrazione, nel disegno caricaturale e nella pittura, lasciando sempre un'impronta originale e controcorrente. Fu fondatore e direttore di varie riviste come L'Italiano (1926), Omnibus (1937) e Il Borghese (1950). Nel 1946, fondò la casa editrice Longanesi & C.
Personalità insieme popolare e sofisticata, seppe fondere il gusto per la tradizione con un atteggiamento intellettuale anticonformista. Grande talent scout, fu il maître à penser di un'intera generazione di scrittori e giornalisti.

## Biografia

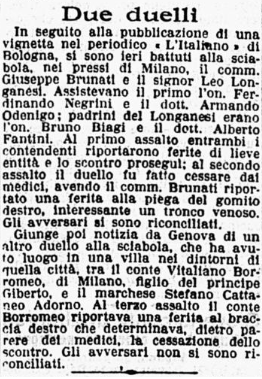
La notizia riguarda due duelli d'onore; il primo di essi si è tenuto a Milano. Ne parla il «Corriere della Sera» il 18 gennaio 1927. È la prima citazione di Leo Longanesi, poco più che 21 enne, sul quotidiano milanese.

Il padre Paolo, discendente da una famiglia di agiati coltivatori, era un dirigente aziendale: guidava la fabbrica di polveri da sparo «Pietro Randi»; la madre Angela era discendente dei Marangoni, ricchi proprietari terrieri di Lugo.
Longanesi ricorda: «Sono uscito da una famiglia per metà rossa e per metà nera, sentimentale e rissosa, laboriosa e ambiziosa, scettica e religiosa; sono cresciuto in una delle tante famiglie romagnole che, in ottant'anni, riuscirono ad acquistare una casa, a conquistarsi un gradino». «Sono un uomo inquieto uscito da una famiglia quietissima». Nel 1911 Leo ha sei anni: la famiglia si trasferisce a Bologna. I genitori, benestanti, hanno deciso di investire sull'unico figlio. Leo dovrà imparare il francese e frequentare le migliori scuole della città. In estate trascorre la villeggiatura con la famiglia alle terme di Montecatini, a San Remo e, dal 1915 in poi, a Forte dei Marmi.
I Longanesi prendono alloggio in palazzo Boldrini, all'angolo tra via Irnerio e piazza VIII Agosto. Di sera la famiglia Longanesi non è quasi mai sola: vengono invitati nel salotto di casa poeti e scrittori. È un'idea della madre Angela, che vuole che Leo si abitui fin dalla fanciullezza alle conversazioni intellettuali. Alcuni nomi: Alfredo Testoni, Giuseppe Lipparini, Carlo Zangarini, Lorenzo Ruggi, Gherardo Gherardi. Bologna diventa così la città di adozione di Leo: «A Roma, a Milano, a Napoli, ho trascorso anni, ma a Bologna ho lasciato il cuore. Posso dire di conoscerne ogni porta, ogni finestra, ogni vicolo [...] [A Bologna] Tutto è lecito, tutto è consentito, a condizione che ci si muova sul piano dell'intelligenza...». Appena comincia a manifestare la sua inclinazione per l'arte e la letteratura la madre lo asseconda. Affascinato dalle arti grafiche, esprime la sua creatività realizzando giornali. Crea il primo foglio stampato all'età di quindici anni: Il Marchese (numero unico, 1920). Seguiranno: È permesso…?, con sottotitolo: Zibaldone dei giovani (mensile satirico, 1921), Il Toro (1923) e Il Dominio (1924), dove rivela le sue doti intellettuali, tecniche e artistiche. Tutti i giornali hanno sede presso la sua abitazione in via Irnerio e sono stampati presso lo Stabilimento Poligrafici Riuniti.

Dopo la maturità, conseguita al liceo ginnasio Galvani, frequenta l'Università felsinea alla Facoltà di Giurisprudenza.

### Il Ventennio di Longanesi
(Giuseppe Raimondi, Il Selvaggio, n. 4-5-6/1942, p. 10)
Nella Bologna del primo dopoguerra, Longanesi gode di benessere materiale, veste alla moda e adotta l'estetica futurista come stile di vita. Appassionato d'arti figurative, cinque sue tavole compaiono, nel 1922, sulla rivista romana Cronache di attualità, di Anton Giulio Bragaglia. Nel segno del movimento futurista sono anche i suoi primi quadri, con cui prende parte, assieme ad altri futuristi celebri come Ago e Aterol, all'Esposizione annuale di Belle arti in Bologna nel 1923. Longanesi si ispira a grandi maestri quali Honoré Daumier, Toulouse-Lautrec, Grosz; 
Gli anni dal 1923 al 1926 sono fondamentali per la formazione di Longanesi: accresce la propria cultura con letture e viaggi, ma soprattutto si avvicina a uomini che incideranno profondamente nella sua formazione. A Bologna frequenta notte e giorno caffè letterari, si inserisce nel giro dei nottambuli e del demi-monde cittadino, conosce Bruno Cicognani, Galvano della Volpe e Gustavo Del Vecchio. L'incontro più importante è quello con Giorgio Morandi: il pittore lo prende sotto la sua ala protettiva, ispirandone la ricerca artistica e in campo tipografico: è in quel periodo che Longanesi inizia la ricerca di tipi di carattere in disuso che egli stesso riporterà in auge anni dopo. Morandi, a sua volta, lo presenta a Giuseppe Raimondi. Frequenta i gerarchi fascisti Leandro Arpinati e Dino Grandi; con Italo Balbo stringe una duratura amicizia. In Versilia, meta dei propri soggiorni estivi, nei primi anni 1920 Leo fa parte dell'entourage che ivi si raccoglie attorno a Giovanni Gentile (della cui filosofia politica, nel 1925 con propri articoli sulla rivista universitaria La Rivoluzione Fascista, Leo si fa abile divulgatore);
Aumenta di consistenza anche la sua attività pubblicistica. Tra il 1923 e il 1924 collabora al periodico satirico Index Rerum Virorumque Prohibitorum di Bragaglia. Nel 1924 comincia a scrivere su L'Assalto (1920-1943), organo della federazione fascista di Bologna. Longanesi viaggia assieme alla madre a Sankt Moritz e a Vienna, familiarizzandosi con l'arte e il cinema della Mitteleuropa. Trascorre tutta la primavera di quell'anno a Roma. Al celebre Caffè Aragno conosce scrittori che daranno un importante contributo alle sue future riviste: Alberto Savinio, Antonio Baldini, Emilio Cecchi, Riccardo Bacchelli, Amerigo Bartoli, soprattutto Vincenzo Cardarelli, che Longanesi in seguito descriverà come il prototipo dell'intellettuale brillante e affabulatore. Rimarrà un'esperienza fondamentale nel suo percorso giovanile d'artista.  Durante il viaggio di ritorno fa tappa a Firenze: qui Cecchi gli presenta Giovanni Papini e il gruppo di letterati riunito intorno alla casa editrice di Attilio Vallecchi. In un secondo viaggio in Toscana, Longanesi si reca a Colle di Val d'Elsa, legandosi in fraterna amicizia col pittore e incisore Mino Maccari. Maccari indirizza Longanesi verso istanze strapaesane (il movimento di Strapaese, teso a rivalutare la tradizione e la genuinità del folklore italiano, sarà varato solo due anni dopo). Maccari dirige, dal luglio del 1924, la rivista Il Selvaggio, a cui Longanesi indirizzerà le proprie collaborazioni dal 1925 al 1929. I due amici elaborano assieme la commedia teatrale Due servi. Oltre a Maccari, altro incontro di Leo, in quell'anno cruciale, è quello con Curzio Malaparte.
Il 1926 è un anno di svolta per Longanesi: fonda una rivista nuova e audace, scrive il suo primo libro e abbandona gli studi universitari per dedicarsi completamente al giornalismo e all'editoria. Il 14 gennaio 1926 esce il primo numero de L'Italiano «Rivista settimanale della gente fascista» (reca il sottotitolo), periodico di cultura artistico-letteraria e sociale. Il nome di Longanesi inizia a diffondersi presso gli italiani colti. Collaborano al primo numero della nuova rivista, tra gli altri, i cattolici tradizionalisti Gherardo Casini e Domenico Giuliotti; più tardi, col dar vita a Strapaese si aggiungeranno i nomi dei "rondiani": oltre a Vincenzo Cardarelli, Bacchelli, Raimondi e Maurizio Korach (la collaborazione di questi si prolungherà, con vari articoli, sino al 1936), la firma del sociologo Camillo Pellizzi e, dagli anni 1930, quelle di Giovanni Comisso, Henry Furst e Giovanni Ansaldo. L'Italiano nasce in un momento di intenso dibattito circa il rapporto tra arte e fascismo e si caratterizza per una presa di posizione nettamente contraria all'esistenza di un'arte sistematicamente fascista:
Secondo Longanesi è la realtà che suggerisce all'artista i modelli; ma l'opera d'arte non è mai imitazione del reale: è frutto di originali dinamiche della creatività individuale, che mira non già alla rappresentazione, quale che essa sia, del suo oggetto, ma a una sua feconda manipolazione. Nel giugno dello stesso anno 1926, vengono poste le basi, in un incontro a Bologna tra Morandi, Maccari, Cardarelli e Leo, del movimento «Strapaese». Viene ufficialmente inaugurato nel settembre successivo, pressoché in contemporanea con l'esordio della rivista  900 di Massimo Bontempelli, iniziatore di «Stracittà».
Il Vade-mecum del perfetto fascista, opera prima che Longanesi pubblica nel 1926 con straordinario successo, è un compendio del suo stile "frondista": il famoso motto «Mussolini ha sempre ragione», da lui coniato (e presente nel Vade-mecum), si presta con voluta ambiguità sia all'esaltazione sia alla satira. Questa sottile sua dicotomia di fondo, permetterà, anni dopo, a Longanesi, da un lato di collaborare con la rivista Cinema di Vittorio Mussolini; dall'altro di satireggiare, già nei primordi, su «ogni campagna del regime: così per la battaglia del grano (1925), come per la bonifica culturale; per la mitizzazione dell'Antica Roma, come per le mire imperiali della guerra d'Africa».
Dal 1927, la piccola casa editrice Longanesiana, all'insegna de "L'Italiano Editore", s'avvia alla pubblicazione di opere di Riccardo Bacchelli, Telesio Interlandi (Pane bigio, 1927), Vincenzo Cardarelli (Il Sole a picco, edito nel 1929 e corredato di ventidue disegni di Giorgio Morandi, vincerà quello stesso anno l'ambitissimo Premio Bagutta), Giuseppe Raimondi, Lorenzo Montano e Antonio Baldini (La dolce calamita ovvero La donna di nessuno, 1929), Julien Green, cataloghi d'arte di Gigiotti Zanini, Mino Maccari e Amerigo Bartoli (con l'uso di caratteri tipografici Bodoni), in luogo del più leggero elzeviro. Così Longanesi presenta la sua casa editrice ai lettori:
(Bruno Romani, "Ritratto di Longanesi e de «L'Italiano»", in Aa. Vv., L'Italiano (1926-1942), a cura di Bruno Romani e Calimero Barilli, Edizioni dell'Ateneo, Roma 1976)
Nel 1927 rileva da Curzio Malaparte la casa editrice "La Voce", fondata a Roma da Giuseppe Prezzolini nell'anteguerra. Una delle prime pubblicazioni di tale casa è stata proprio un'opera di Malaparte, Avventure di un capitano di sventura (1928). Nello stesso anno Longanesi e Mino Maccari pubblicano L'almanacco di Strapaese, ossia Il centogusti per l'anno MCMXXIX compilato dai due nani di Strapaese.
Negli anni 1930 avvia una proficua collaborazione con Giovanni Ansaldo, con cui era in corrispondenza fin dal 1926. Intanto, l'anno avanti Leo si era presentato alle elezioni per la Camera dei deputati, senza essere eletto. Il 6 luglio 1929 accetta la direzione del periodico bolognese L'Assalto, a cui collaborava fin dal 1924: nel 1930 appaiono su questo mensile le prime fotografie che Longanesi pubblica su un suo giornale (dal 1931 avvierà la medesima operazione anche su L'Italiano). Il 14 maggio 1931, al Teatro Comunale di Bologna, Arturo Toscanini è vittima di un'aggressione squadrista. Il maestro viene schiaffeggiato per non aver voluto dirigere Giovinezza. Longanesi era presente. In autunno rassegna volontariamente le dimissioni da L'Assalto: Longanesi paga per un articolo irriverente contro il senatore Giuseppe Tanari, finanziatore dello squadrismo bolognese. Nei primi mesi del 1931 effettua un viaggio a Barcellona, da cui trae un reportage uscito sull'Italiano in aprile. Altri viaggi verranno effettuati tra il 1932 e il 1936 in Spagna (Saragozza, Madrid e Cordova) e Portogallo (Porto).
Longanesi fu un ottimo disegnatore e caricaturista. Elesse come proprio maestro nella caricatura Honoré Daumier (1808-1879), abilissimo pittore e disegnatore francese. Studiò tutte le sue opere e ne trasse uno stile personalissimo e inconfondibile. Longanesi disegnava con un pennello cinese. Estremamente perfezionista, amava usare il bulino; aveva inoltre una vasta serie di scalpelli coi quali incideva, in tipografia, lastre calcografiche. Il suo stile caricaturale è stato oggetto di molte mostre ed è stato analizzato da diversi studiosi di arte pittorica.

Rinomati anche i “santini”: avevano la dimensione di un segnalibro ma erano in realtà schede recanti concise recensioni di novità letterarie.
Bruno Longanesi, Mio cugino Leopoldo, Montedit, 2016.
Nel maggio 1932 Longanesi si trasferisce a Roma con i genitori e i nonni. Fissa la propria residenza in Corso Vittorio Emanuele. Trasferisce nella capitale anche la direzione de L'Italiano. Oltre al suo giornale, si dedica maggiormente a Il Selvaggio, giungendo a compilarlo praticamente da solo. Nel 1929, in occasione di un'esposizione di libri a Barcellona, si era occupato dell'allestimento del padiglione della stampa letteraria. I lusinghieri risultati gli procurano, tre anni dopo, l'incarico di allestire la "Sala T", interamente dedicata a Mussolini, nell'ambito della Mostra del decennale della Rivoluzione fascista, inaugurata il 28 ottobre 1932. Longanesi cura anche la propaganda per la Guerra d'Etiopia (1935). Tra il 1931 e il 1936 Longanesi pubblica sull'Italiano cinque suoi racconti: Epopea, Una visita, Domenica, Intesa mattutina, Ritratto di un uomo rispettabile.

Longanesi e la moglie (1939).

Nel 1935, alla soglia dei trent'anni, Longanesi ritiene di poter chiedere al regime fascista la direzione di un importante giornale. Il giornalista-editore vuole creare un altro periodico tutto suo. La gestazione della nuova rivista è particolarmente laboriosa poiché il regime, che controlla strettamente la stampa, ha proibito di far uscire nuovi settimanali. Nel settembre 1936, visto che il progetto non ha ancora ottenuto l'avallo delle autorità, Longanesi inizia a scrivere sul quindicinale Cinema, diretto da Italo De Feo. Con De Feo, Longanesi sperimenta in prima persona come si svolge la preparazione di un rotocalco. La collaborazione termina bruscamente a causa di un servizio fotografico su Roma che non viene gradito da una figura altolocata del regime. Il servizio si intitolava Aspetti di Roma e uscì nel numero del 10 ottobre 1936.
Finalmente, il 3 aprile 1937, vede la luce Omnibus - Settimanale di attualità politica e letteraria. Stampato in rotocalcografia, è considerato il capostipite dei settimanali d'informazione italiani. Longanesi così descrive la sua linea editoriale: 
Longanesi era il demiurgo: suggeriva gli articoli, li commissionava, li correggeva, li ritagliava e li rimaneggiava. Edito da Angelo Rizzoli, arricchito dalle firme di Indro Montanelli, Alberto Moravia, Vitaliano Brancati, Ennio Flaiano, Mario Soldati, Mario Pannunzio, Arrigo Benedetti e Alberto Savinio, il periodico ottiene un immediato successo, ma per un motivo futile viene sospeso dal Minculpop il 2 febbraio 1939. Vani i tentativi di Longanesi di ottenere da Benito Mussolini la revoca del provvedimento.
Il destino vuole che la chiusura di Omnibus arrivi poche settimane prima del suo matrimonio. Il 18 febbraio Longanesi convola a nozze con Maria Spadini, figlia del pittore Armando Spadini, conosciuto tramite Vincenzo Cardarelli, amico comune. In viaggio di nozze si reca in Libia, ospite dell'amico Italo Balbo, il Governatore della colonia italiana. Dall'unione nascono tre figli: Virginia (19 dicembre 1939), Caterina (25 dicembre 1941) e Paolo (6 aprile 1945). Intanto la collaborazione con Rizzoli, editore di Omnibus, procede sotto altre forme. A Longanesi è affidata la direzione della nuova collana Il sofà delle muse, che riprende il titolo di un'omonima rubrica del settimanale. Escono, alternati a classici (per lo più francesi) del calibro di Chateaubriand, Constant e Stendhal, in questa originalissima collana in prima edizione in volume: Il deserto dei Tartari di Dino Buzzati (1940), Don Giovanni in Sicilia di Vitaliano Brancati (1941) e La verità sul caso Motta di Mario Soldati (1941), questo già apparso su Omnibus nel 1937. Neanche il regime si dimentica di lui: nel 1940 è nominato consulente tecnico-artistico del Ministero della cultura popolare.
Il 1940 è anche l'anno in cui l'Italia entra nella seconda guerra mondiale. Bastano due anni a Longanesi per capire come andrà a finire: «Si ha molta fiducia nella nostra incapacità; e dicono "La nostra cara patria, la nostra Italia" con una commozione turistica, familiare e ipocrita che non lascia più speranza». Ma con la sua tipica versatilità, su richiesta di Mussolini, si dedica alla propaganda bellica e conia i famosi slogan: «Taci! Il nemico ti ascolta», «La patria si serve anche facendo la sentinella ad un bidone di benzina», «Una pistola puntata contro l'Italia». Disegna molte copertine e pagine interne per la rivista Primato.
A Roma Longanesi usa, a partire dal 1941, il suo nome come indice editoriale, e in questa città, fino al 25 luglio 1943, avvia la pubblicazione d'autori francesi (Flaubert, Maupassant, Tocqueville, Carcopino, Lafitte), russi (Tolstoj, Dostoevskij), anglo-americani (Caldwell, Isherwood, T. E. Lawrence e Cain), e scandinavi (Knut Hamsun). Nel 1942 crea per la Rizzoli le collane La Gaja Scienza, Il Cammeo e La Buona Società, che riprenderà nella casa editrice rifondata a Milano nel secondo dopoguerra.

### Gli anni della guerra

Longanesi con Alberto Moravia e Pietro Albonetti a passeggio per Roma (1940). È visibile la catena dell'orologio da taschino che Longanesi portava sempre con sé.

Il 25 luglio 1943 cade il regime fascista. Longanesi scrive, assieme a Mario Pannunzio e Arrigo Benedetti, l'articolo di fondo del 26-27 luglio su Il Messaggero, principale quotidiano della capitale, in cui si celebra il ritorno alla libertà. Dopo l'8 settembre 1943 e il cambio di campo dell'Italia, Longanesi capisce di non potersi più sentire al sicuro. Il 16 settembre lascia la capitale diretto al Sud. Il viaggio per attraversare il fronte dura due settimane. Insieme al padre e ad alcuni amici (tra cui Steno, Mario Soldati e Riccardo Freda) si dirige dapprima a Orte in treno (16 settembre). Qui il padre li lascia per tornare a Roma. Longanesi e gli altri proseguono a bordo di un carro merci in Abruzzo (L'Aquila, Sulmona). Arrivati a Guardiagrele (19 settembre), vi sostano una settimana, per organizzare l'attraversamento del fronte. La sera del 26 settembre partono per Carpinone, il 29 giungono a Vinchiaturo, in Molise.
Il 1º ottobre, dopo aver attraversato il fiume Calore, incontrano i primi soldati del fronte alleato. Longanesi si stabilisce nella Napoli occupata dagli Alleati. Lavora, insieme a Steno e a Mario Soldati, al Centro italiano di propaganda e conduce alla radio la rubrica Stella bianca. Ben presto affiora però la sua scontentezza verso il nuovo clima: «Tutti si agitano, si affannano, si intrufolano, in mille modi nei luoghi più impensati. Chi studia l'inglese, chi spinge la moglie nelle anticamere dei comandi, chi passa da un partito all'altro nell'incerto pensiero di non saper chi trionfi; chi raccoglie testimonianze false sulla propria onestà politica per accusare l'antico compagno. Tutti i partiti si rubano di tasca i programmi, e tutti vogliono fondare nuovi partiti».
Annota sul suo diario: «Perdere una guerra è una cosa disastrosa, ma non è un fatto irrimediabile. Sotto certi aspetti, è bene anche perderne qualcuna di guerre, ma è un errore lamentarsene e dimenticarsene. Il vero guaio è che non abbiamo perduto abbastanza: ci sentiamo quasi vincitori». Cosicché attende la liberazione di Roma (4 giugno 1944) e poi fa ritorno nella capitale (il 1º luglio). In estate scrive la commedia teatrale, Il suo cavallo (il riferimento è al cavallo di Mussolini), che debutta al Teatro Valle. Pubblica Addio a Berlino del britannico Christopher Isherwood. Con l'editore De Fonseca pubblica e dirige Sette. Settimanale di varietà. Nato il 1º aprile 1945, si impone subito per la vivacità, le interessanti rubriche e il sapiente utilizzo delle immagini fotografiche. All'indubbio successo della rivista, non corrispondono però adeguate soddisfazioni economiche. Longanesi decide quindi di trasferirsi a Milano, città più votata all'imprenditoria. Non cerca Rizzoli, ma vuole avviare un nuovo sodalizio.

### La vita a Milano
Nel gennaio del 1946 Longanesi si trasferisce a Milano con la famiglia, dove si svolgerà il seguito della sua carriera artistica ed editoriale. I genitori di Leo, invece, tornano in Romagna, stabilendosi ad Imola. Attirato da un'allettante offerta dell'industriale Giovanni Monti, il 1º febbraio fonda la casa editrice Longanesi & C. Attivissimo, a Leo far l'editore non basta: decide di fondare un bollettino mensile d'informazione sulle novità editoriali: Il Libraio, pubblicato tra il 1946 e il 1949.
Longanesi non è affatto contento della nuova democrazia italiana che ha sostituito il fascismo: «L'Italia è una democrazia in cui un terzo dei cittadini rimpiange la passata dittatura, l'altro attende quella sovietica e l'ultimo è disposto ad adattarsi alla prossima dei democristiani»; né sopporta la disinvoltura con cui tanti abbracciano l'antifascismo  -«C'è chi si crede antifascista solo perché il fascismo non si accorse di lui»-,  specie se già furono fascisti: «Una domanda che non dobbiamo mai rivolgere a nessuno: "Ma dove ci siamo già incontrati?"». Nel 1948, vedendo profilarsi il pericolo di una vittoria social-comunista (il cartello elettorale del Fronte Popolare con il ritratto di Giuseppe Garibaldi vale, per Longanesi, più di mille discorsi), partecipa attivamente alla campagna per le elezioni politiche, con la stesura di manifesti, volantini, libretti di sagace propaganda e le trasmissioni di Radio Garibaldi, una radio clandestina anticomunista che trasmette, per l'occasione, da un camioncino, guidato dallo stesso Longanesi e da Indro Montanelli per le strade di Milano.

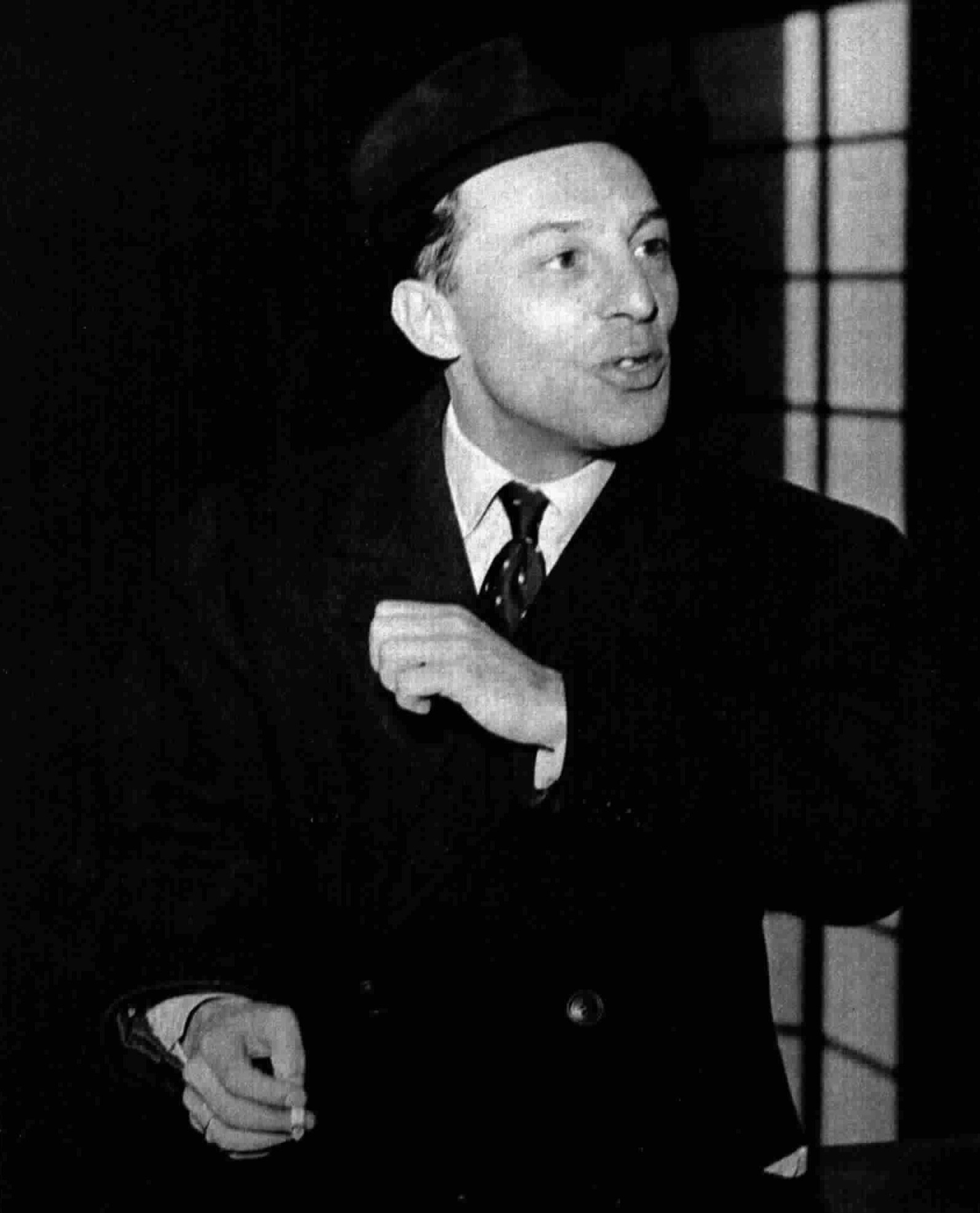
Leo Longanesi nel 1950.

Leo Longanesi nei primi anni cinquanta.

Leo Longanesi nel suo studio a Milano (1956).

Dopo la vittoria nelle elezioni, Longanesi decide di dedicarsi alla fondazione di un nuovo giornale. Lascia Il Libraio nelle mani di Giovanni Ansaldo e si dedica alla sua nuova creatura. Nel 1950 Longanesi fonda Il Borghese, rivista culturale che si occupa soprattutto del costume dell'Italia intellettuale, a cui collaborano Giovanni Ansaldo, Indro Montanelli, Giuseppe Prezzolini, Giovanni Spadolini, Mario Tedeschi, Alberto Savinio, Ennio Flaiano, Ernst Junger, Colette Rosselli, Irene Brin, Goffredo Parise, Giovannino Guareschi, Mario Missiroli e Piero Buscaroli.
Con Il Borghese e con il movimento politico che lo affianca, organizzato in una serie di circoli cittadini, la Lega dei Fratelli d'Italia, Longanesi continua la sua militanza "strapaesana", convinto che il disordinato sviluppo industriale degli anni cinquanta, il boom economico, la cultura di massa e il consumismo, con le loro ricadute sociali, stiano snaturando l'identità degli italiani, che per lui rimane quella contadina: «La miseria è ancora l'unica forza vitale del Paese e quel poco o molto che ancora regge è soltanto frutto della povertà. Bellezze dei luoghi, patrimoni artistici, antiche parlate, cucina paesana, virtù civiche e specialità artigiane sono custodite soltanto dalla miseria. [...] Perché il povero è di antica tradizione e vive in una miseria che ha antiche radici in secolari luoghi, mentre il ricco è di fresca data, improvvisato [...] La sua ricchezza è stata facile, di solito nata dall'imbroglio, da facili traffici, sempre o quasi, imitando qualcosa che è nato fuori di qui. Perciò quando l'Italia sarà sopraffatta dalla finta ricchezza che già dilaga, noi ci troveremo a vivere in un paese di cui non conosceremo più né il volto né l'anima».
La politica, che dovrebbe governare la trasformazione dell'Italia da paese agricolo a potenza industriale, gli appare inetta a conservare un equilibrio tra tradizione e modernità: «Chi rompe, non paga e siede al governo»; «Quando suona il campanello della loro coscienza, fingono di non essere in casa»; «Alla manutenzione, l'Italia preferisce l'inaugurazione». Longanesi ha forti riserve sulla stessa democrazia: «Il pericolo delle democrazie è il suffragio universale, cioè le masse. Lasciare libertà alle masse significa perdere libertà». Nel 1955, al teatro Odeon di Milano, interviene sul tema: "Che cos'è la destra in Italia". Il Borghese, sempre fortemente critico nei confronti del conformismo imperante, si attira nemici sia a destra che a sinistra. Il governo è in prima fila nel fare pressioni per la chiusura del periodico.
Longanesi è in difficoltà: mentre durante il fascismo poteva contare sull'amicizia personale con il capo del governo, negli anni Cinquanta può contare solo sulle proprie forze. Giovanni Monti, socio di Longanesi, gli propone di staccare Il Borghese dalla casa editrice (sono entrambi soci al 50%) e di sottoscrivere un aumento di capitale. Longanesi non accetta la proposta, si ritrova fuori dal nuovo consiglio di amministrazione e lascia la società. Abbandonando la casa editrice che portava il suo nome, Longanesi si porta via Il Borghese pagandolo 5 milioni di lire.

### La morte

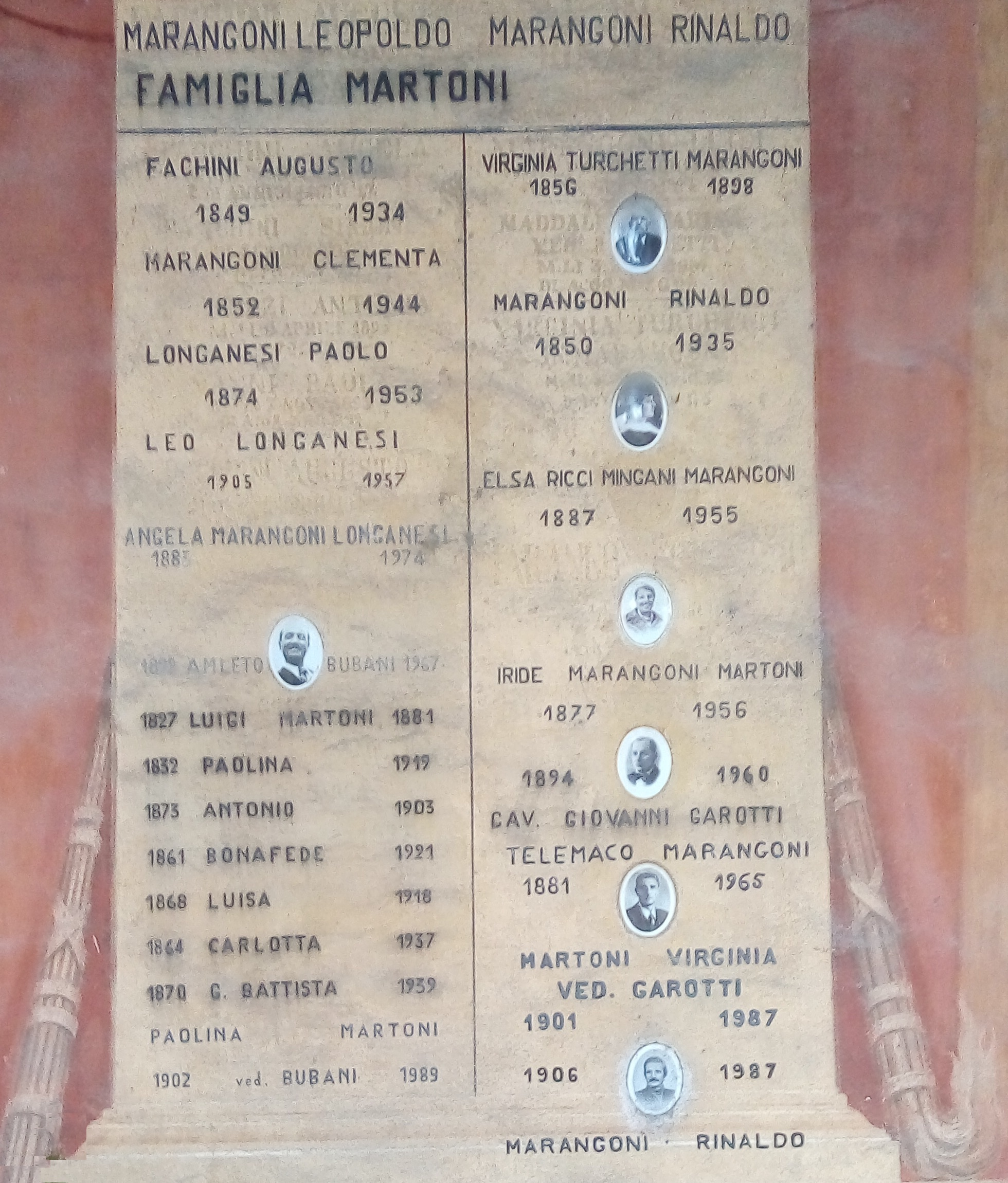
La tomba di Longanesi nel cimitero di Lugo.

La sera del 27 settembre 1957 Longanesi era ancora nel suo ufficio a Milano in via Bigli, la sede del «Borghese». Mentre era intento a disegnare degli abbozzi per una prossima pubblicazione venne colto da infarto cardiaco. Il 16 settembre aveva scritto: «È un peccato vivere, quando tanti elogi funebri ci attendono». Prima di perdere conoscenza, ha appena il tempo di mormorare: «Ecco, proprio come avevo sempre sperato: alla svelta, e fra i miei aggeggi». Trasportato in clinica, vi muore poco dopo. Il giorno dopo, Arrigo Benedetti, allievo di Longanesi a Omnibus e poi fondatore de L'Europeo, lasciò questo vivido ricordo di Leo Longanesi:
(Arrigo Benedetti, L'uomo della fronda, La Stampa, 28 settembre 1957.)
Raccontò Montanelli in occasione del trentennale della sua morte:
(Indro Montanelli, Un epitaffio per Leo, settembre 1987. All'articolo fu attribuito il Premio Guidarello.)
Giovanni Spadolini così ricordò la sua prima esperienza giornalistica al bolognese Assalto:
(G. Spadolini, "Leo contro tutti", La Stampa, 16 dicembre 1984.)
È sepolto al cimitero di Lugo nella tomba di famiglia della madre, con i genitori e altri familiari.

## Memoria

Il francobollo emesso nel 2005 che celebra il centenario della nascita.

Gli sono state intitolate vie a Milano, Roma e Palermo. Nel 1995 anche la sua città natale, Bagnacavallo, gli ha intitolato una via e, successivamente, un'area verde, il Giardino degli aforismi.
Nel 2005, in occasione del centenario della nascita, è stato istituito dal Ministero delle Attività e dei Beni Culturali un "Comitato per le Celebrazioni del Centenario", e nello stesso anno le Poste italiane hanno emesso un francobollo commemorativo con la sua effigie.

## Opere

### Giornalismo
| Personalità che Leo Longanesi lanciò nel mondo del giornalismo e della letteratura |         |                                              |
| Nome                                                                               | Anni    | Occupazione precedente                       |
| Mario Pannunzio                                                                    | 1937-39 | Pittore e critico letterario                 |
| Arrigo Benedetti                                                                   | 1937-39 | Ex studente                                  |
| Indro Montanelli                                                                   | 1937-39 | Giornalista professionista, disoccupato      |
| Augusto Guerriero                                                                  | 1937-39 | Alto funzionario del Ministero delle Colonie |
| Ennio Flaiano                                                                      | 1937-39 | Collaboratore di varie riviste               |
| Vitaliano Brancati                                                                 | 1937-39 | Senza un'occupazione stabile                 |
| Irene Brin                                                                         | 1937-39 | Senza un'occupazione stabile                 |

Riviste fondate e dirette
- Il Marchese (1920, un numero)
- È permesso…?, mensile (1921, tre numeri, da marzo a maggio). Scritto con Giorgio Leone e Piero Girotti (gerente responsabile) prima pagina
- Il Toro, mensile (1923, due numeri, marzo-aprile). Scritto con Corrado Testa e Nino Fiorentini. A. Borromei è il gerente responsabile per la Casa Editrice Imperium prima pagina
- Dominio, mensile (1924)
- L'italiano[45] (1926-1942) copertina
- Omnibus (1937-1939)
- Il Libraio (1946-1948) copertina
- Il Borghese (1950, diretta fino al 1955) copertina - copertina[46]
- Il Garofano Rosso, quindicinale (1/06/1952 - 1/03/1953) copertina

Riviste dirette
- L'Assalto (1929-1931) - prima pagina
- Il Secolo Illustrato (1938)[47]
- Tutto (feb-apr 1939)[48] - copertina
- Storia di ieri e di oggi, quindicinale, Tumminelli editore (1939)[49] - copertina
- Fronte. Giornale del soldato, settimanale, Tumminelli editore (8/09/1940 - 7/10/1943)[50] - copertina
- Il Profugo (1944, un numero)
- Sette. Settimanale di varietà (1945)

Collaborazioni
- Cronache di attualità, rivista fondata e diretta da Anton Giulio Bragaglia (disegni e calembours, nel 1922)
- Index rerum virorumque prohibitorum o Breviario romano, supplemento autonomo alle «Cronache di Attualità» di A. G. Bragaglia (disegni, nel 1923 e 1924)[51]
- Il Selvaggio, fondato e diretto da Mino Maccari (articoli nel periodo 1925/29) - copertina
- Cinema (dal 1935)
- Primato, rivista fondata e diretta da Giuseppe Bottai (articoli nel periodo 1941/'43)

### Libri
- Vade-mecum del perfetto fascista seguito da dieci assiomi per il milite ovvero Avvisi ideali, Firenze, Vallecchi, 1926
- Cinque anni di rivoluzione, Bologna, L'Italiano editore, 1927 [nessuno è riuscito, finora, a rintracciare questo volume; se ne potrebbe facilmente dedurre che ne venne dato annunzio ma non fu mai portato a termine].
- [con Vitaliano Brancati] Piccolo dizionario borghese, in L'Italiano, Roma, 1941
- Parliamo dell'elefante. Frammenti di un diario, Milano, Longanesi, 1947; Milano, Longanesi, 2005 (introduzione di Pierluigi Battista)
- In piedi e seduti (1919-1943), Milano, Longanesi, 1948
- Il mondo cambia. Storia di cinquant'anni, Milano, Rizzoli, 1949
- Una vita. Romanzo, Milano, Longanesi, 1949. (copertina)
- Il destino ha cambiato cavallo, Milano, Longanesi, 1951
- Un morto fra noi, Milano, Longanesi, 1952
- Ci salveranno le vecchie zie, Milano, Longanesi, 1953; Milano, Longanesi, 2005[52]
- Lettera alla figlia del tipografo, Milano, All'insegna del pesce d'oro, 1957
- La sua Signora. Taccuino, prefazione di Indro Montanelli, Milano, Rizzoli, 1957; Milano, Longanesi, 2017 (postfazione di Pietrangelo Buttafuoco)
- Me ne vado. Ottantun incisioni in legno, Milano, Longanesi, 1957
- L'italiano in guerra, 1915-1918, Milano, Longanesi, 1965
- I Borghesi stanchi, Milano, Rusconi, 1973
- Il generale Stivalone, Milano, Longanesi, 2007.
- Faust a Bologna, Milano, Edizioni Henry Beyle, 2013.
- Morte dell'Imperatore, a cura di Caterina Longanesi, Milano, Edizioni Henry Beyle, 2016.

### Scelte antologiche degli scritti
- Il meglio di Longanesi, Milano, Longanesi, 1958.
- L'Italiano, Roma, Ciarrapico, 1985. (versione digitalizzata)
- Fa lo stesso, a cura di Paolo Longanesi, Collana La Gaja scienza n.498, Milano, Longanesi, 1996. [varie testate, 1931-1953]
- Il mio Leo Longanesi, a cura di Pietrangelo Buttafuoco, Milano, Longanesi, 2016.

### Teatro
- Due Servi, commedia, scritta con Mino Maccari (1924)
- Una conferenza, atto unico (1942)
- Il commendatore, commedia (1942)
- Il suo cavallo, commedia (1944)
- La colpa è dell'anticamera, atto unico (1946)

### Cinema
Longanesi prese parte ad alcuni progetti cinematografici. Collaborò alla sceneggiatura dei film: Batticuore (regia di Mario Camerini, 1939), La sposa dei Re (regia di Duilio Coletti, 1939) e Fra Diavolo (regia di Luigi Zampa, 1942). Nell'estate del 1943 iniziò a girare come regista Dieci minuti di vita. Scrisse il soggetto insieme a Steno e a Ennio Flaiano, ma fu costretto a interrompere le riprese in settembre a causa dell'occupazione tedesca di Roma. Alla fine della Seconda guerra mondiale, subito dopo la presa americana di Roma, nella tarda primavera del 1945, collaborò alla stesura definitiva della sceneggiatura di Quartieri alti (regia di Mario Soldati).
Longanesi intuì che il ruolo del cinema sarebbe stato preso dalla televisione: «Il cinematografo ha fatto luce su molti misteri e la fantasia plebea ha perduto vigore, sedotta dall'immagine di un benessere facilmente raggiungibile. Il film ha prodotto una rivoluzione più profonda di quella di Lenin: ha ucciso persino gli ideali ribelli del romanticismo operaio.»

### Pittura
Come pittore, Longanesi espose alla Galleria del Selvaggio a Firenze (1927) e alla II Mostra del Novecento italiano a Milano (1929); partecipò alla I e II Quadriennale (1931 e 1935); alla XIX Biennale di Venezia (1934); alla Mostra del disegno italiano a Berlino (1937). Nel 1941 tenne un'importante personale alla Galleria Barbaroux di Milano. Un suo dipinto, Roma (1941) è esposto alla Galleria Nazionale d'Arte Moderna.

### Disegno e illustrazione
Di Longanesi è intensissima l'attività come disegnatore e illustratore. Nella sua produzione si ricollega alla tradizione della stampa popolare italiana dei lunari, almanacchi, libri dei sogni e carte da gioco. Nel 1938 disegna la nuova testata del Popolo di Roma e dal 1941 le copertine della rivista Primato, diretta da Giuseppe Bottai. Nello stesso anno Il Selvaggio raccoglie in un suo numero numerosi suoi disegni.
I suoi caratteri tipografici preferiti erano: i bodoni (in assoluto), gli aldini, gli elzeviri:
- Un famoso fotomontaggio: «Biserta, una pistola puntata contro l'Italia», su flickr.com.
- Esempio di grafica letterale, su flickr.com.
- Altro esempio di grafica letterale, su flickr.com.

### Pubblicità
Longanesi è stato autore di centinaia di disegni pubblicitari per cartelloni e manifesti. Tra le più importanti collaborazioni, vanno ricordati i disegni pubblicitari dell'Agip Carburanti e della benzina Supercortemaggiore. 
Nel 1955 cura la grafica della campagna pubblicitaria per la Vespa.
- Supercortemaggiore, su flickr.com.
- Agipgas, su flickr.com.
- Vespa, su flickr.com.
- Moto Guzzi, su flickr.com.
- Adolph's, su flickr.com.